# Sebastian Stan
Sebastian Stan (Costanza, 13 agosto 1982) è un attore rumeno naturalizzato statunitense, conosciuto principalmente per l'interpretazione del ruolo di Bucky Barnes nel Marvel Cinematic Universe, di Carter Baizen nella serie televisiva Gossip Girl e di Tommy Lee nella miniserie televisiva Pam & Tommy, per il quale è stato candidato al Golden Globe e al Premio Emmy come migliore attore protagonista in una miniserie o film.
Per la sua interpretazione nel film A Different Man (2024) si è aggiudicato il Golden Globe per il miglior attore in un film commedia o musicale e l'Orso d'argento per la miglior interpretazione da protagonista al Festival di Berlino. Ha inoltre ottenuto il consenso della critica per aver interpretato Donald Trump nel film biografico The Apprentice - Alle origini di Trump (2024), per il quale ha ricevuto una candidatura al Golden Globe per il miglior attore in un film drammatico, al BAFTA al miglior attore protagonista e al Premio Oscar al miglior attore protagonista.

## Biografia
Sebastian Stan è cresciuto a Costanza, in Romania, fino all'età di 8 anni. I suoi genitori divorziarono e, subito dopo la caduta del regime comunista, lui e sua madre si trasferiscono a Vienna, dove quest'ultima lavorava come pianista. Quattro anni più tardi si trasferisce nella Contea di Rockland, nello stato di New York, dove la madre si sposa con Anthony Fruhauf, preside di una scuola locale. Durante questi anni scolastici, Stan ha recitato in spettacoli come Harvey, Cyrano de Bergerac, Little Shop of Horrors, Over Here! e West Side Story.
Ha inoltre frequentato il campo estivo Stagedoor Manor, partecipando a numerosi spettacoli. Fu allora che decise di impegnarsi seriamente negli studi di recitazione, all'università. Ha frequentato la Rutgers University's Mason Gross School of the Arts, che gli ha dato anche la possibilità di trascorrere un anno all'estero e studiare recitazione al Globe Theatre di Shakespeare a Londra. Si è laureato in Arti Teatrali alla Rutgers University nel 2006. Stan ha ottenuto la cittadinanza americana nel 2002..
Dal 2022 ha un relazione con l’attrice britannica Annabelle Wallis.

### Carriera
È diventato noto grazie al ruolo ricorrente di Carter Baizen nella serie televisiva Gossip Girl. Ha recitato in The Covenant, Rachel sta per sposarsi e Toy Boy - Un ragazzo in vendita con Ashton Kutcher. Inoltre ha partecipato al video musicale dell'attrice/cantante Hayden Panettiere intitolato Wake Up Call. Nel 2009 ha poi ottenuto un ruolo da protagonista nella serie TV americana Kings, come principe Jack Benjamin. Nel 2010, è apparso nel film Il Cigno Nero di Darren Aronofsky, iniziando poi nello stesso anno, le riprese per il film The Apparition (2012). Ha inoltre recitato in Un tuffo nel passato nel 2010. Il successo è poi arrivato grazie al ruolo di Bucky Barnes nei tre film Marvel di Captain America: Captain America - Il primo Vendicatore nel 2011, Captain America: The Winter Soldier nel 2014 e Captain America: Civil War nel 2016. Figura anche nel cast di Avengers: Infinity War del 2018 e in quello di Avengers: Endgame, del 2019.
Nel 2012, ha recitato in Gone e ha ottenuto la parte per il ruolo del Cappellaio Matto nella serie televisiva C'era una volta. A.V. Club ha descritto la sua interpretazione nei panni del Cappellaio Matto, al suo debutto, come "eccellente" e ha collocato l'episodio nella loro lista dei 30 migliori episodi della serie. Lo stesso anno, ha ottenuto un ruolo per la serie TV americana Political Animals, interpretando il tormentato figlio gay dell'ex first lady degli Stati Uniti, interpretata da Sigourney Weaver. Questo ruolo gli ha regalato una candidatura ai Critics' Choice Television Award come miglior attore non protagonista in un film o miniserie tv. Nel 2013 ottiene il ruolo di Hal Carter, nello spettacolo teatrale PicNic di William Inge, tenutosi all'American Airlines Theater di New York. Nel 2015 interpreta Joshua, in Dove eravamo rimasti, insieme a Meryl Streep e il ruolo di Chris Beck in Sopravvissuto - The Martian, insieme a Matt Damon. Lo stesso anno, recita al fianco dell'attrice Melissa Rauch nel film The Bronze - Sono la numero 1, nel ruolo di Lance Tucker.
Nel 2017 è nel cast del film Tonya, nel ruolo dell'ex marito della pattinatrice Tonya Harding, interpretata da Margot Robbie, e in La truffa dei Logan insieme a Channing Tatum e Katie Holmes, in cui interpreta un pilota NASCAR. Interpreta, inoltre, il personaggio di Clay Apuzzo nell'episodio pilota della serie TV I'm Dying Up Here - Chi è di scena?, prodotta da Jim Carrey, David Flebotte, Michael Aguilar e Christina Wayne. Stan è stato inoltre confermato nel ruolo di Charles Blackwood nel film Mistero al castello Blackwood, adattamento cinematografico del noto romanzo di Shirley Jackson, nel film I'm Not Here, accanto a Maika Monroe e J. K. Simmons ed, infine, ha ottenuto il ruolo di Scott Huffman nel film Era mio figlio, dove reciterà al fianco di Samuel L. Jackson, Ed Harris, William Hurt, Christopher Plummer e Grant Gustin.
Nel 2021 torna nel ruolo di Bucky Barnes nella miniserie televisiva The Falcon and the Winter Soldier. Nel 2022 recita nella miniserie Pam & Tommy nel ruolo della rockstar Tommy Lee ricevendo il plauso della critica e venendo candidato a diversi premi tra cui il Premio Emmy e il Golden Globe. Veste inoltre i panni del rapitore e cannibale nella commedia horror Fresh al fianco di Daisy Edgar-Jones. Nel 2023 prende parte al film thriller Sharper al fianco di Julianne Moore.
Nel 2024 viene presentato prima al Sundance Film festival fuori concorso e poi al festival del cinema di Berlino A Different Man, thriller prodotto da A24 di cui Stan è protagonista assieme agli attori Adam Pearson e Renate Reinsve. Per il suo lavoro nella pellicola vince l'Orso d'argento per la miglior performance di un attore nel ruolo di protagonista e il Golden Globe per il miglior attore in un film commedia o musicale. Nello stesso anno interpreta un giovane Donald Trump nel film The Apprentice - Alle origini di Trump, per il quale ha ricevuto una candidatura al Golden Globe per il miglior attore in un film drammatico e al BAFTA al miglior attore protagonista, nonché una candidatura come miglior attore ai Premi Oscar 2025. Nello stesso anno presta di nuovo il volto a Bucky Barnes nei film Captain America: Brave New World e Thunderbolts*.

## Filmografia

### Attore

#### Cinema
- Tony 'n' Tina's Wedding, regia di Roger Paradiso (2004)
- Red Doors, regia di Georgia Lee (2005)
- The Architect, regia di Matt Tauber (2006)
- The Covenant, regia di Renny Harlin (2006)
- The Education of Charlie Banks, regia di Fred Durst (2007)
- Rachel sta per sposarsi (Rachel Getting Married), regia di Jonathan Demme (2008)
- Toy Boy - Un ragazzo in vendita (Spread), regia di David Mackenzie (2009)
- Un tuffo nel passato (Hot Tub Time Machine), regia di Steve Pink (2010)
- Il cigno nero (Black Swan), regia di Darren Aronofsky (2010)
- Captain America - Il primo Vendicatore (Captain America: The First Avenger), regia di Joe Johnston (2011)
- Gone, regia di Heitor Dhalia (2012)
- The Apparition, regia di Todd Lincoln (2012)
- Captain America: The Winter Soldier, regia di Anthony e Joe Russo (2014)
- Dove eravamo rimasti (Ricki and the Flash), regia di Jonathan Demme (2015)
- Sopravvissuto - The Martian (The Martian), regia di Ridley Scott (2015)
- The Bronze - Sono la numero 1 (The Bronze), regia di Bryan Buckley (2015)
- Captain America: Civil War, regia di Anthony e Joe Russo (2016)
- La truffa dei Logan (Logan Lucky), regia di Steven Soderbergh (2017)
- Tonya (I, Tonya), regia di Craig Gillespie (2017)
- I'm Not Here, regia di Michelle Schumacher (2017)
- Black Panther, regia di Ryan Coogler (2018) - cameo non accreditato
- Avengers: Infinity War, regia di Anthony e Joe Russo (2018)
- Destroyer, regia di Karyn Kusama (2018)
- Mistero al castello Blackwood (We Have Always Lived in the Castle), regia di Stacie Passon (2018)
- Avengers: Endgame, regia di Anthony e Joe Russo (2019)
- Ricomincio da te - Endings, Beginnings (Endings, Beginnings), regia di Drake Doremus (2019)
- Era mio figlio (The Last Full Measure), regia di Todd Robinson (2020)
- Le strade del male (The Devil All the Time), regia di Antonio Campos (2020)
- Monday, regia di Argyris Papadimitropoulos (2020)
- Secret Team 355 (The 355), regia di Simon Kinberg (2022)
- Fresh, regia di Mimi Cave (2022)
- Sharper, regia di Benjamin Caron (2023)
- Ghosted, regia di Dexter Fletcher (2023) - cameo
- Dumb Money, regia di Craig Gillespie (2023)
- A Different Man, regia di Aaron Schimberg (2024)
- The Apprentice - Alle origini di Trump (The Apprentice), regia di Ali Abbasi (2024)
- Captain America: Brave New World, regia di Julius Onah (2025) - cameo non accreditato
- Thunderbolts*, regia di Jake Schreier (2025)

#### Televisione
- Law & Order - I due volti della giustizia (Law & Order) – serie TV, episodio 13x22 (2003)
- Gossip Girl – serie TV, 11 episodi (2007-2010)
- Kings – serie TV, 12 episodi (2009)
- C'era una volta (Once Upon a Time) – serie TV, 6 episodi (2012)
- Political Animals – miniserie TV, 6 puntate (2012)
- Labyrinth – miniserie TV, 2 puntate (2012)
- I'm Dying Up Here - Chi è di scena? (I'm Dying Up Here) – serie TV, episodio 1x01 (2017)
- The Falcon and the Winter Soldier – serie TV, 6 episodi (2021)
- Pam & Tommy – miniserie TV, 8 episodi (2022)

### Doppiatore
- Captain America: Il super soldato (Captain America: Super Soldier) - videogioco (2011)
- What If...? - serie animata, 7 episodi (2021-2024)

## Teatrografia
- Talk Radio di Eric Bogosian, regia di Robert Falls. Longacre Theatre di Broadway (2007)
- Picnic di William Inge, regia di Sam Gold. American Airlines Theatre di Broadway (2012)

## Riconoscimenti
- Premio Oscar

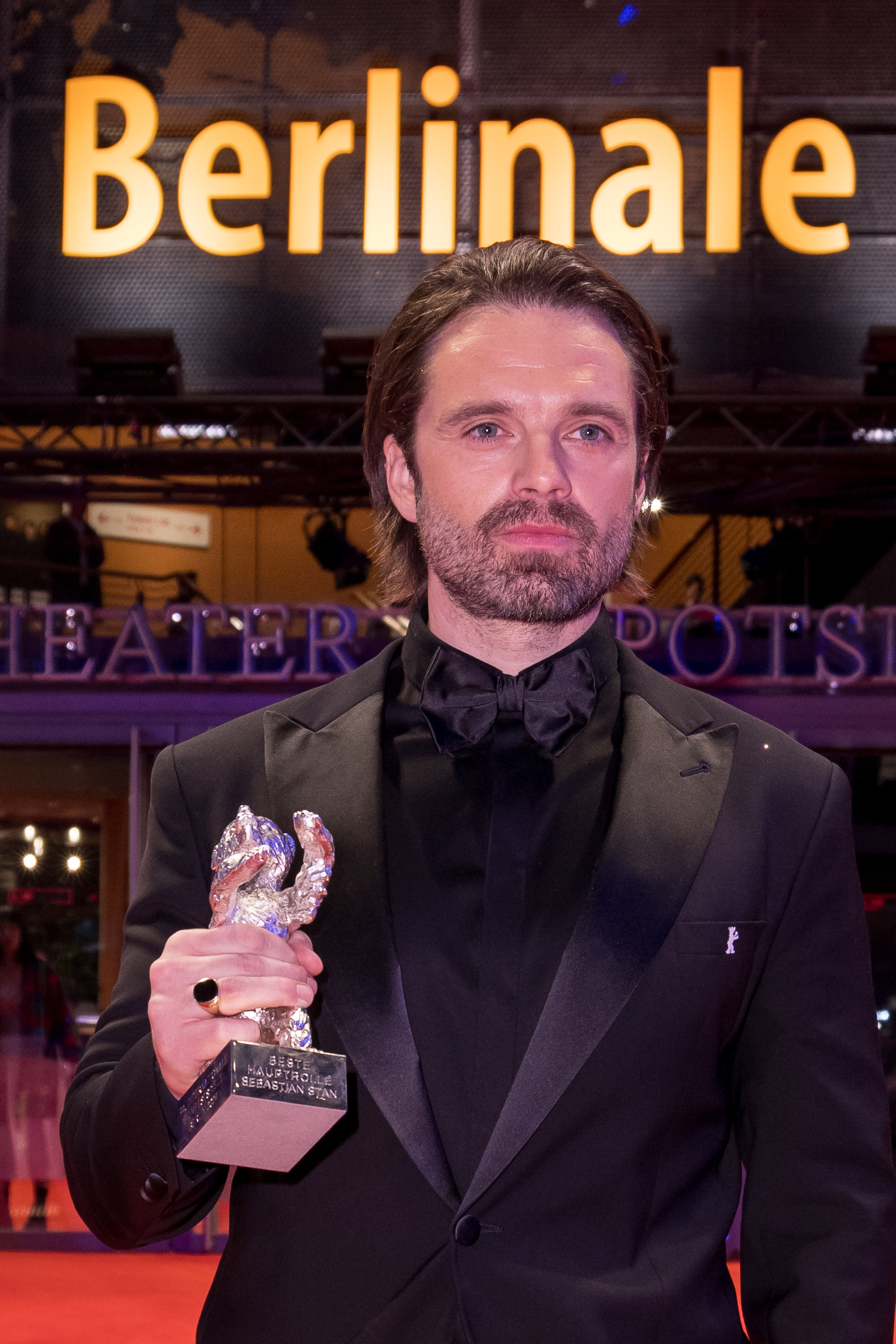
Stan con l’Orso d’argento

  - 2025 - Candidatura al miglior attore per The Apprentice - Alle origini di Trump
- Golden Globe
  - 2023 – Candidatura al miglior attore protagonista in una miniserie, serie antologica o film per la televisione per Pam & Tommy
  - 2025 – Miglior attore in un film commedia o musicale per A Different Man[19]
  - 2025 – Candidatura al miglior attore in un film drammatico per The Apprentice - Alle origini di Trump[22]
- Premio Emmy
  - 2022 – Candidatura al miglior attore protagonista in una miniserie o film per la televisione per Pam & Tommy
- British Academy Film Awards
  - 2025 - Candidatura al miglior attore protagonista per The Apprentice - Alle origini di Trump[20]
- Critics' Choice Television Award
  - 2013 – Candidatura al miglior attore non protagonista in un film o miniserie TV per Political Animals[8]
  - 2023 – Candidatura al miglior attore protagonista in un film o miniserie TV per Pam & Tommy
- Festival internazionale del cinema di Berlino
  - 2024 – Orso d'argento per la miglior interpretazione da protagonista per A Different Man[18]
- Florida Film Critics Circle
  - 2017 – Candidatura al miglior attore non protagonista per Tonya
- Gold Derby Awards
  - 2013 –  Candidatura al miglior attore non protagonista in un film TV per Political Animals
- Hollywood Film Awards
  - 2017 – Miglior cast per Tonya[23]
- Online Film & Television Association Award
  - 2013 – Candidatura al miglior attore non protagonista in un film/miniserie per Political Animals
- MTV Movie & TV Awards
  - 2015 – Candidatura al miglior combattimento per Captain America: The Winter Soldier (con Chris Evans)[24]
  - 2021 – Miglior coppia per The Falcon and the Winter Soldier (con Anthony Mackie)[25]
- Teen Choice Awards
  - 2016 – Candidatura al miglior intesa in un film per Captain America: Civil War (con Chris Evans, Anthony Mackie, Elizabeth Olsen e Jeremy Renner)[26]

## Doppiatori italiani
Nelle versioni in italiano delle opere in cui ha recitato, Sebastian Stan è stato doppiato da:
- Emiliano Coltorti in Kings, Captain America - Il primo Vendicatore, Captain America: The Winter Soldier, Captain America: Civil War, La truffa dei Logan, Black Panther, Avengers: Infinity War, Avengers: Endgame, Ricomincio da te - Endings, Beginnings, The Falcon and the Winter Soldier, Fresh, Pam & Tommy, Sharper, Ghosted, The Apprentice - Alle origini di Trump, Captain America: Brave New World, Thunderbolts*
- Andrea Mete in Gossip Girl, Sopravvissuto - The Martian, Tonya, Secret Team 355, Dumb Money
- Marco Vivio in The Covenant, Un tuffo nel passato, The Apparition, Le strade del male
- Stefano Crescentini in Dove eravamo rimasti, Destroyer, Era mio figlio
- Gabriele Lopez in Toy Boy - Un ragazzo in vendita
- Riccardo Scarafoni in C'era una volta
- David Chevalier in Gone
- Lorenzo Scattorin in The Bronze - Sono la numero 1
- Ruggero Andreozzi in I'm Dying Up Here - Chi è di scena?
- Gabriele Sabatini in A Different Man

Da doppiatore è sostituito da:
- Massimo Marinoni in Captain America: Il super soldato
- Emiliano Coltorti in What If...?